# 迪基維爾 (堪薩斯州)
迪基維爾（英語：Dickeyville）是位於美國堪薩斯州菲利普斯縣的一個鬼鎮。

## 歷史
迪基維爾的郵政局於1874年設立，直到1895年結束營運。

## 地理
迪基維爾所處的海拔為高於海平面647米（即2123英呎），而該地所採用的時區為UTC-6，即北美中部時區（CST）。同時該地設有夏令時間，為UTC-6調快一小時，即UTC-5（CDT）。